# Muhamed Pilav
Muhamed Pilav (Foča, 1907. – Sarajevo, 1999.), posljednji živući pripadnik prve ustaške emigracije uz Marka Roščića i uz Hasana Huskića jedinog muslimanskog Hrvata u prvoj ustaškoj skupini u izbjeglištvu

## Životopis
Rodio se u Foči. U rodnom gradu završio nižu gimnaziju. U Sarajevu završio Trgovačku školu. Poslije škole je 1931. upisao Ekonomsko-trgovačku višu školu Zagrebu. Na Sveučilištu u Zagrebu pristupio je protujugoslavenskim hrvatskim domoljubnim sveučilištarcima. Nakon što je pokušan atentat na Milu Budaka, bio je njegov tjelesni čuvar. Jeseni 1934. emigrirao je iz Jugoslavije te se s ustašama domogao Austrije. Priključio se ustaškoj emigrantskoj skupini na otoku Lipari u Italiji. On i Hasan Huskić iz Livna bili su jedini muslimani u prvoj ustaškoj emigraciji. Huskić je ubijen u međuustaškom stranačkom obračunu u Italiji. Pilav je bio nezadovoljan među ustašama u Italiji te se vratio u Kraljevinu Jugoslaviju gdje je bio pristaša Vladka Mačeka.
Nakon proglašenja NDH, ustašama je pao u nemilost jer su ga smatrali prebjegom koji ih je napustio. Zbog toga je više puta bio zatvaran i zatočen u jasenovačkom radnom zatočištu. Od 1942. godine je u Austriji, u Beču. Ondje je boravio do 1946. godine. Tad su ga uhitili, sproveli u sovjetski vojni zatvor, a zatim izručili Jugoslaviji. Jugoslavenski komunistički režim osudio ga je na pet godina zatvora. Pobjegao je iz Jugoslavije 1953. godine, a vratio se 1977. godine. Umro je u Sarajevu 1999. godine.